# Натальская желтобрюхая камышовка
Натальская желтобрюхая камышовка (лат. Iduna natalensis) — вид воробьиных птиц семейства камышовковых (Acrocephalidae). Выделяют четыре подвида.

## Описание
Певчая птица средних размеров. Длина тела 13 см, вес 10—15 г. Верхние части тела и хвост жёлто-коричневые. Перья на крыльях коричневые с жёлтыми кончиками. Нижние части тела ярко-жёлтые.

## Биология
Питаются гусеницами и насекомыми. В кладке 2—3 яйца. Насиживание продолжается двенадцать дней, за большую его часть отвечает самка. Затем вылупившихся птенцов кормят оба родителя (но самка снова в большей степени). Самостоятельными птенцы становятся примерно в возрасте шести месяцев.

## Охранный статус
МСОП присвоил виду охранный статус LC.